# Bethanien (Berlin)

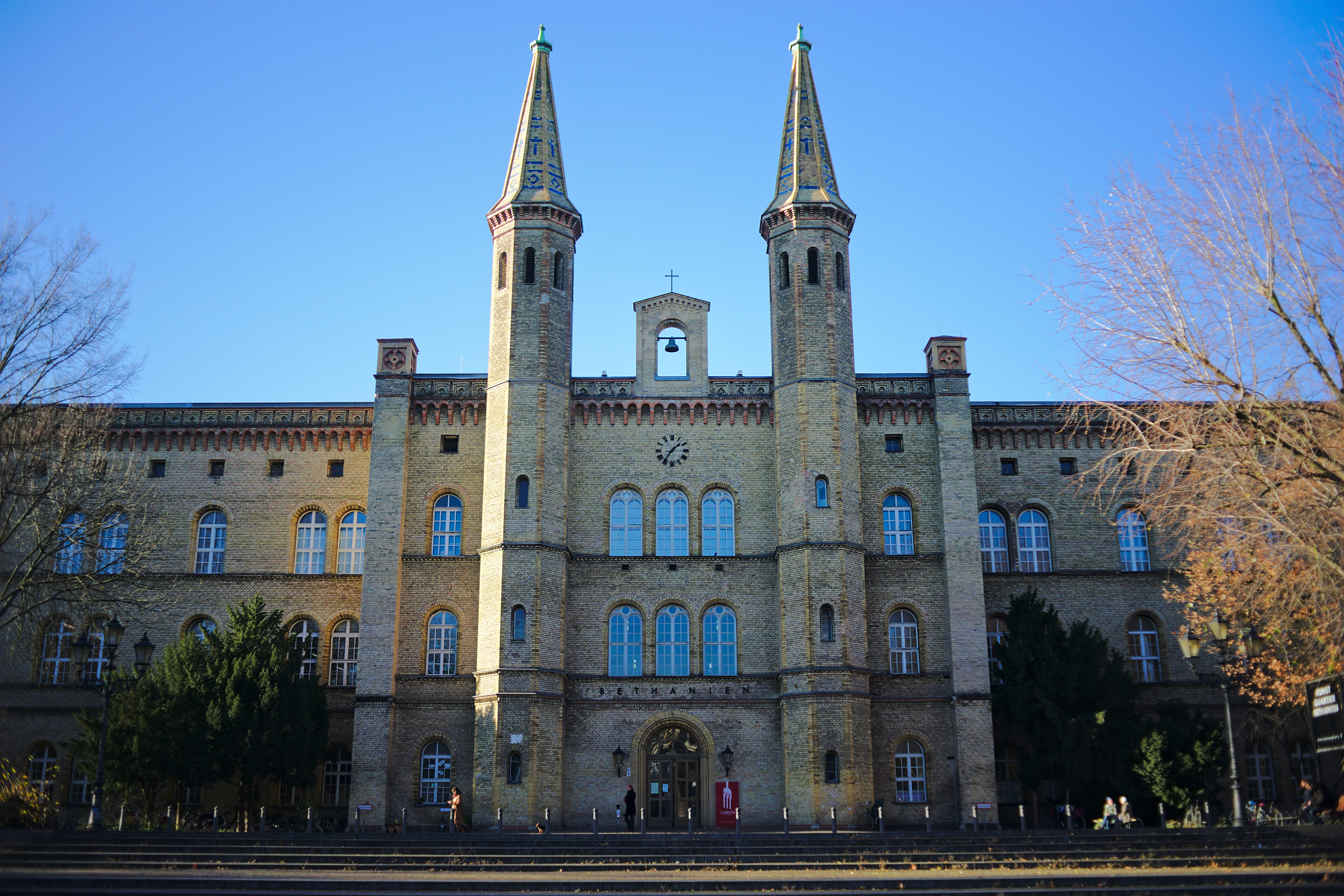
Kunstquartier Bethanien (2016)

Das Bethanien am Mariannenplatz im Berliner Ortsteil Kreuzberg (SO 36) war ein Diakonissen-Krankenhaus und wurde Mitte des 19. Jahrhunderts als Central-Diakonissen-Haus Bethanien und als Vermächtnis des Königs Friedrich Wilhelm IV. begründet. Es wurde im Jahr 1970 stillgelegt, Bürgerinitiativen verhinderten einen Abriss. Das Land Berlin stellte das Bethanien unter Denkmalschutz und kaufte es. Seitdem dient es als Ort für kulturelle, künstlerische und soziale Einrichtungen und selbstorganisierte Initiativen und wird unter dem Namen Kunstquartier Bethanien geführt. Die Räumlichkeiten des bis 2010 im Bethanien residierenden Künstlerhauses Bethanien, einem internationalen Kulturzentrum, Atelierhaus und Arbeitsstätte für professionelle Kunstschaffende, befinden sich nun in der Kottbusser Straße 10.

## Historischer Hintergrund
Der Bau des Diakonissen-Krankenhauses ist eng verknüpft mit dem Bau der Luisenstadt, einem Stadtquartier innerhalb der Stadtmauer, aber etwas außerhalb, südöstlich des Berliner Zentrums auf dem Köpenicker Feld. Eine Bebauung dieses Gebietes wurde auf Grund der stetig steigenden Bevölkerungszahlen Berlins notwendig. Nachdem Friedrich Wilhelm IV. selbst, noch als Kronprinz, unterschiedliche Planungen für das bis dahin wenig besiedelte Gebiet gezeichnet hatte, die auf Grund ihres utopischen Charakters nicht umgesetzt werden konnten, beauftragte er Peter Joseph Lenné mit der Entwicklung eines städtebaulichen Plans für das Gebiet. Der Plan von 1841 sah neben einer Krümmung des Luisenstädtischen Kanals auch eine starke eigene Zentrierung der Luisenstadt vor, hatte zu diesem Zeitpunkt aber noch kein konkretes Gebäude festgesetzt, auf welches die Zentrierung zulaufen sollte. Zur gleichen Zeit lief die Suche nach einem geeigneten Ort für ein neues Krankenhaus, da die Charité mit der stetig wachsenden Bevölkerung Berlins schon seit einiger Zeit überfordert war. Der Vorschlag des Ortes kam dabei von Theodor Fliedner, dem Gründer der Diakonissenanstalt in Kaiserswerth, mit dem der König auf Grund seines pietistischen Glaubens in regem Austausch stand. Entscheidend war dabei auch die Umgebung des Geländes, da außer dem Krankenhaus noch eine Schule, ein Waisenhaus und ein Ort für weibliche ehemalige Gefangene entstehen sollte und auf dem Köpenicker Feld dafür Platz war.
Zudem passte dies zu den Vorstellungen des Königs von Kirchen und Diakonien: „Sie sollten malerische Gebilde sein, Gebäudegruppen, eingebettet in Grün, Inseln der Verheißung, die er als Missionsstationen in die Stadt zu setzen gedachte. Dies waren fromme und edle Gedanken, die aber nichts mit der Wirklichkeit der Berliner Wohnungsmisere zu tun hatten und das Problem des aufkommenden Proletariats in der Industriestadt Berlin ignorierten.“

## Hospital und Ausbildungsstätte

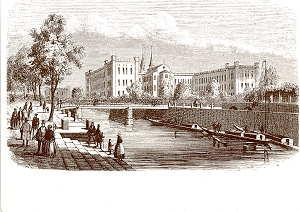
Blick vom Luisenstädtischen Kanal auf die Westseite des Krankenhauses im 19. Jahrhundert

### Gründung und Bauphase
Die „Errichtung eines Institutes zur Ausbildung von Krankenpflegerinnen, mit welchem […] eine eigene Krankenanstalt verbunden sein sollte“ lautete der Auftrag, für den der Architekt Ludwig Persius den ersten Entwurf fertigte. Nach Persius’ Tod übernahm 1845 sein Mitarbeiter Theodor August Stein die Bauausführung unter der Leitung des Schinkelschülers Stüler. Dabei darf aber auch die Rolle König Friedrich Wilhelms IV. im Prozess der architektonischen Planung nicht unterschätzt werden. Dieter Hoffmann-Axthelm sieht in ihm sogar den Autor des Gebäudes, der die Architekten als „Werkzeuge“ zur Verwirklichung seiner Idee benutzte. „Architektur diente dem König als Visualisierung seiner gesellschaftlichen Reformpläne.“ erläutert auch Scarpa. Als Beleg führt Hoffmann-Axthelm dafür Originalpläne an, in denen Änderungen mit Bleistift gekennzeichnet sind, die er Friedrich Wilhelm selbst zuschreibt. Die Rolle von Theodor August Stein sieht er eher in der technischen und weniger in der ästhetischen Gestaltung des Gebäudes. Der Bau begann 1845 und wurde 1847 fertiggestellt. Für die Planungen der Inneneinrichtung reiste Stein durch ganz Europa, um sich die modernsten Krankenhäuser zu besehen. Hauptaugenmerk lag dabei auf den für Hygiene und Versorgungsleistung wichtigen Einrichtungen. So war das Bethanien bei seiner Eröffnung auf dem neusten technischen Stand und Anstoßpunkt für eine Entwicklung der Luisenstadt, denn als das Haus im Oktober 1847 seiner Bestimmung übergeben wurde, lag es noch außerhalb der städtischen Bebauung, inmitten von Gärten und Roggenfeldern.
Ausgeführt wurde die hufeisenförmige Anlage im schlichten Rundbogenstil, deren Haupttrakt in der Mitte von einem Risalit mit zwei 35 m hohen, schlanken Türmen überragt wird.
In den Revolutionsjahren 1848/1849 kamen im Zuge der Kämpfe der Revolution in Berlin, als der König auf die Demonstrierenden schießen ließ, eine Vielzahl von Verletzten gegen ihren Willen ins Bethanien, wo sie zum einen von den Schwestern aufgefordert wurden, Reue zu zeigen, und zum anderen ein Großteil von ihnen verstarb. Dies ist nach Spode zwar nicht auf eine böse Absicht, wohl aber auf mangelhafte ärztliche Versorgung zurückzuführen. Dem Krankenhaus wurde nachgesagt, weniger auf tatsächliche ärztliche Versorgung als vielmehr auf das christliche Seelenheil zu achten, was in der pietistischen Ausrichtung des Krankenhauses und der damit verbundenen Vorstellung, Krankheit hänge mit der Abwesenheit Gottes zusammen, begründet lag. Das Schicksal der Revolutionäre ist insofern spannend, als sie vorher bereits überlegt hatten, das Bethanien zu stürmen, weil es ihnen als „Hort der Reaction“ erschien. Dass sie nun genau dorthin gebracht wurden und, statt versorgt zu werden, zu Buße gedrängt wurden und starben, bestätigte nur ihre Vermutung.
Zur gleichen Zeit arbeitete Theodor Fontane im Krankenhaus als Apotheker. Er bildete in dieser Zeit Emmy Danckwerts zur Apothekerin aus. Fontane zog wohl genau dann in das Bethanien, als es auf der Wiese vor dem Bethanien zu Ausschreitungen kam. Arbeiter hatten eine Dampfmaschine zerstört, die beim Bau des Luisenstädtischen Kanals eingesetzt war, da sie in ihr den Grund für den Wegfall ihrer Arbeitsplätze sahen. Als es daraufhin zu Massenentlassungen kommen sollte, um ein Exempel zu statuieren, kam es zu Ausschreitungen, bei denen elf Arbeiter von einer Bürgerwehr/Freikorps erschossen wurden. Der Aufstand wurde niedergeschlagen und als Konsequenz noch mehr Arbeiter entlassen.
Die zum Teil originalerhaltene Fontane Apotheke liegt im Erdgeschoss der Nordost-Ecke des Hauptgebäudes.
Eine Kabinettsorder Friedrich Wilhelms IV. übertrug am 31. März 1855 das Grundstück und die bis dahin errichteten Gebäude dem Diakonissenhaus Bethanien, das als eine freie milde Stiftung der evangelischen Kirche in Preußen definiert wird. 1863 erhielt die Stiftung durch Anweisung von König Wilhelm zusätzlich ein Stiftungskapital von 250.000 Talern, das die bis dahin gezahlten Zuschüsse ablöste.
In den nachfolgenden Jahren wurde das Bethanien 1851 zuerst um eine Leichenhalle ergänzt. 1857 wurde zur Verbesserung der Versorgung der Bau eines Wirtschaftshofes und von Stallanlagen beschlossen. Die Lage des Personals verbesserte sich 1877 durch einen Altersruhesitz für die Diakonissen, das Feierabendhaus und durch das 1893 eröffnete Schwesternwohnheim Martha-Maria. Beide Bauten wurden zu Beginn des 20. Jahrhunderts nach Plänen von Julius Boethken zusammen mit dem Nordflügel erweitert. Ein Kinderheim im Seebad Heringsdorf wurde 1882 angeschlossen und 1894 eine Vorschule für Diakonissen eingerichtet. Dennoch kam es zum Beginn des 20. Jahrhunderts zu „Nachwuchsmangel und Arbeitsüberlastung der Diakonissen“. 1912 wurde ein Seminar für christliche Kindergärtnerinnen gegründet, das auf „pädagogischer Arbeit“ aufbaute.

### Einbezug in die Mietskasernenstadt

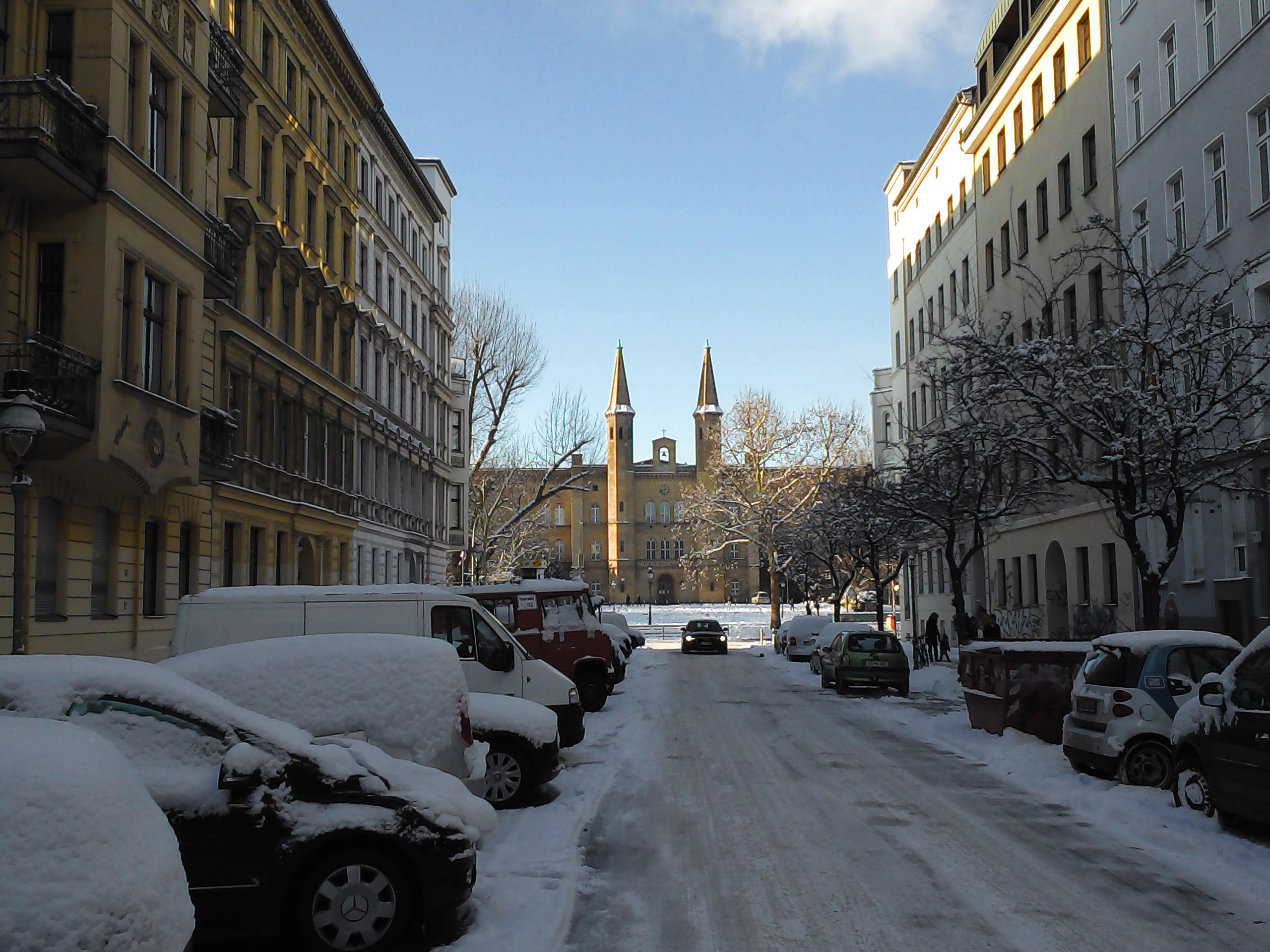
Das Bethanien von der Muskauer Straße aus (2014)

Noch nach den königlichen Plänen war durch Lenné die parkähnliche Anlage um das Haus entstanden, doch hatte sich mittlerweile das Blatt in der Gestaltung der Stadt und auch auf dem Köpenicker Feld gewendet: „Nach Schinkels Tod [1841] besorgte alles, was den Städtebau anging, der Berliner Polizeipräsident“. Berlin war Hohenzollern-Residenz und in den Residenzen stand die Polizeiführung bei bestimmten Fragen über dem Magistrat. Der Polizeipräsident ermöglichte den Bau der Mietskasernenstädte (beispielsweise Anordnung des Baus fünfgeschossiger Gebäude mit Seitenflügeln und Quergebäuden) – die Industrialisierung brachte in den folgenden fünf Jahrzehnten eine Verfünffachung der Einwohnerzahl (von 365.000 auf 1,7 Millionen).
Das Bethanien stand nun am Rande einer auch von Mietskasernen geprägten Stadt.
Im Jahr 1869 kam es zu einer Katastrophe, denn im Krankenhaus starben 900 Menschen nach operativen Eingriffen an Wundbrand. Noch hatten sich die teils verzweifelten Versuche des ungarischen Arztes Ignaz Semmelweis, in den Krankenhäusern Hygiene-Maßnahmen (beispielsweise das Desinfizieren der Bestecke) einzuführen, nicht durchgesetzt. Im bald darauf folgenden Deutsch-Französischen Krieg (1870/1871) wurden die meisten Diakonissen als Lazarettschwestern abgezogen, ebenso später im Ersten Weltkrieg 1914–1918.

### Ausbau

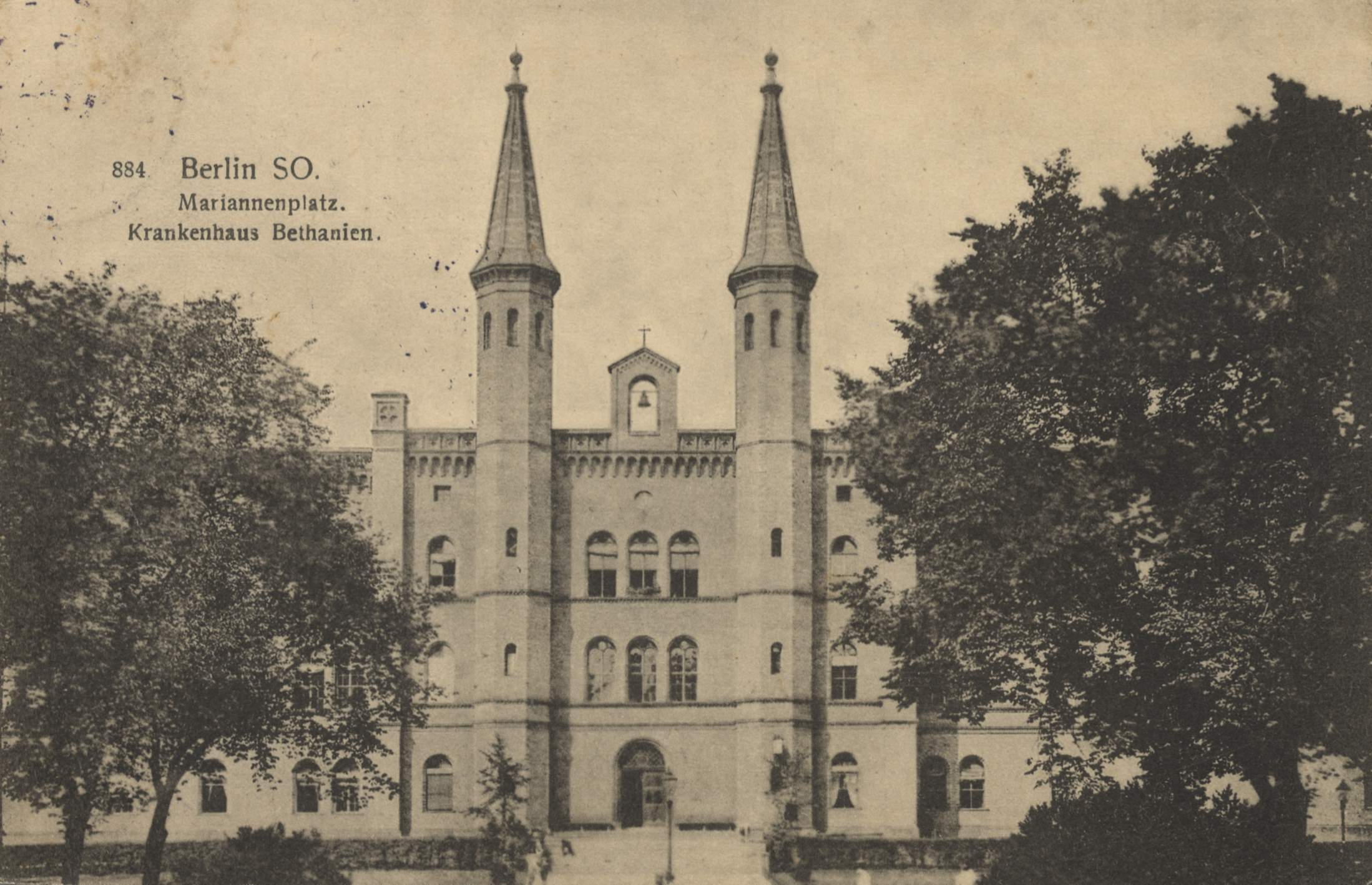
Krankenhaus Bethanien, Postkarte, um 1912

In den Jahren 1929/1930 wurden durch die Architektensozietät Carl Mohr und Paul Weidner umfangreiche Umbauarbeiten und Erweiterungen geplant und realisiert, wie Unterlagen aus dem Architekturmuseum der TU Berlin zeigen.
Nach der Ausstellungschronik handelte es sich dabei „1929/1930 [um den] Bau des großen Seminarhauses für Jugendleiterinnen, als Haushaltsschule, Kindergarten und -hort [und] 1930 [um den] Bau des Hauses ‚Tabea‘ (Lehrgänge und Schwesternwohnheim).“

### Zeit des Nationalsozialismus
Im Jahr 1933 verweigerte die Leitung des Bethanien die Forderung der Nationalsozialisten, die Führungspositionen mit Parteigenossen zu besetzen.
Auf Veranlassung der Gestapo wurde 1941 das Seminarhaus beschlagnahmt. Ein Blindenlazarett wurde eingerichtet. Im Zweiten Weltkrieg gab es personelle Engpässe, da viele Ärzte (und mit Sicherheit auch Schwestern) an die Front beordert wurden. 1943 wurden noch „leichte Schäden“ und 1945 „schwere Schäden“ durch Luftangriffe gemeldet – wahrscheinlich durch den Großangriff der alliierten Bomberflotten vom 3. Februar 1945.
Ende April 1945 wurde das Krankenhaus beim Durchmarsch der sowjetischen Truppen nicht weiter (durch Artillerie) beschädigt.

### Oberinnen
- 1847–1855: Marianne von Rantzau
- 1855–1868: Anna zu Stolberg-Wernigerode
- 1868–1873: Aurelie Platen
- 1873–1892: Luise Kirsch, geb. von Gerlach
- 1892–?: 000Jenny von Keller

## Nachkriegszeit
Nach sofortiger Schadensbehebung (improvisiert bis 1947) wurde 1950/1951 der große Südflügel erneuert.
Im Zuge des Mauerbaus ging vor allem die Zahl der Patienten aus dem Ostteil der Stadt fast völlig zurück. Das Krankenhaus wurde zahlungsunfähig (1966) und Abrisspläne wurden bekannt (1968): Die renommierte Architektin Sigrid Kressmann-Zschach wollte nur das Hauptgebäude bestehen lassen, „umgeben von Wohnsilos und Altenheim. […] Der Bund deutscher Architekten läuft gegen dieses Spekulationsobjekt Sturm.“ Es gelang, den Komplex unter Denkmalschutz zu stellen. (1969)

## Stilllegung und unklare Zukunft des Komplexes
Das Krankenhaus wurde 1970 geschlossen: „Die Kirche verkauft es für 10,5 Millionen (Mark) an das Land (Berlin). Öffentliche Kontroverse um die Nutzung.“
Am 19. Dezember 1971 besetzten Jugendliche das leerstehende ehemalige Schwesternwohnheim Martha-Maria-Haus – ein Nebengebäude auf dem Gelände des Bethanien. Der Vorfall fand große (Presse-)Resonanz. Die Besetzer benannten das Gebäude in Georg-von-Rauch-Haus um; nach dem Todesopfer einer Polizeiaktion.
Schlagzeilen machte auch eine Polizeirazzia am 19. April 1972, die die Rockband Ton Steine Scherben im Rauch-Haus-Song thematisierte.
In der Folge der Auseinandersetzungen einigte sich der Berliner Senat mit den von einer breiten Öffentlichkeit getragenen Besetzern auf eine legale Nutzung als Jugendwohnprojekt. Vor allem durch internen Streit und Konflikte um Baufragen und Verträge war das Projekt noch lange Zeit gefährdet, bevor es eine bis heute andauernde Konsolidierung durchlief.
Im Jahr 2011 feierte das Georg-von-Rauch-Haus seinen 40. Geburtstag als Jugend- und Kulturzentrum Kreuzberg e. V.

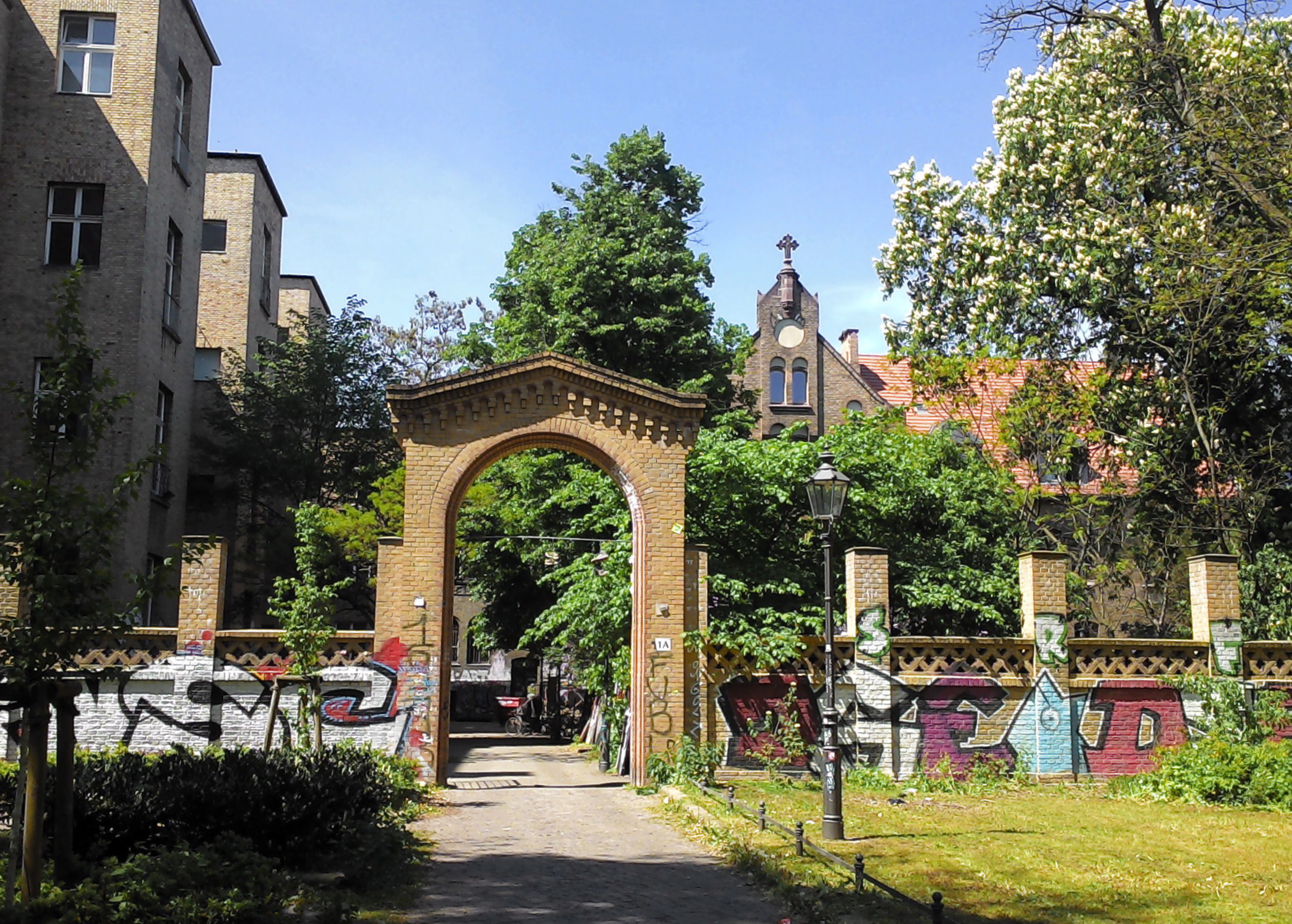
Zugang zum Rauch-Haus
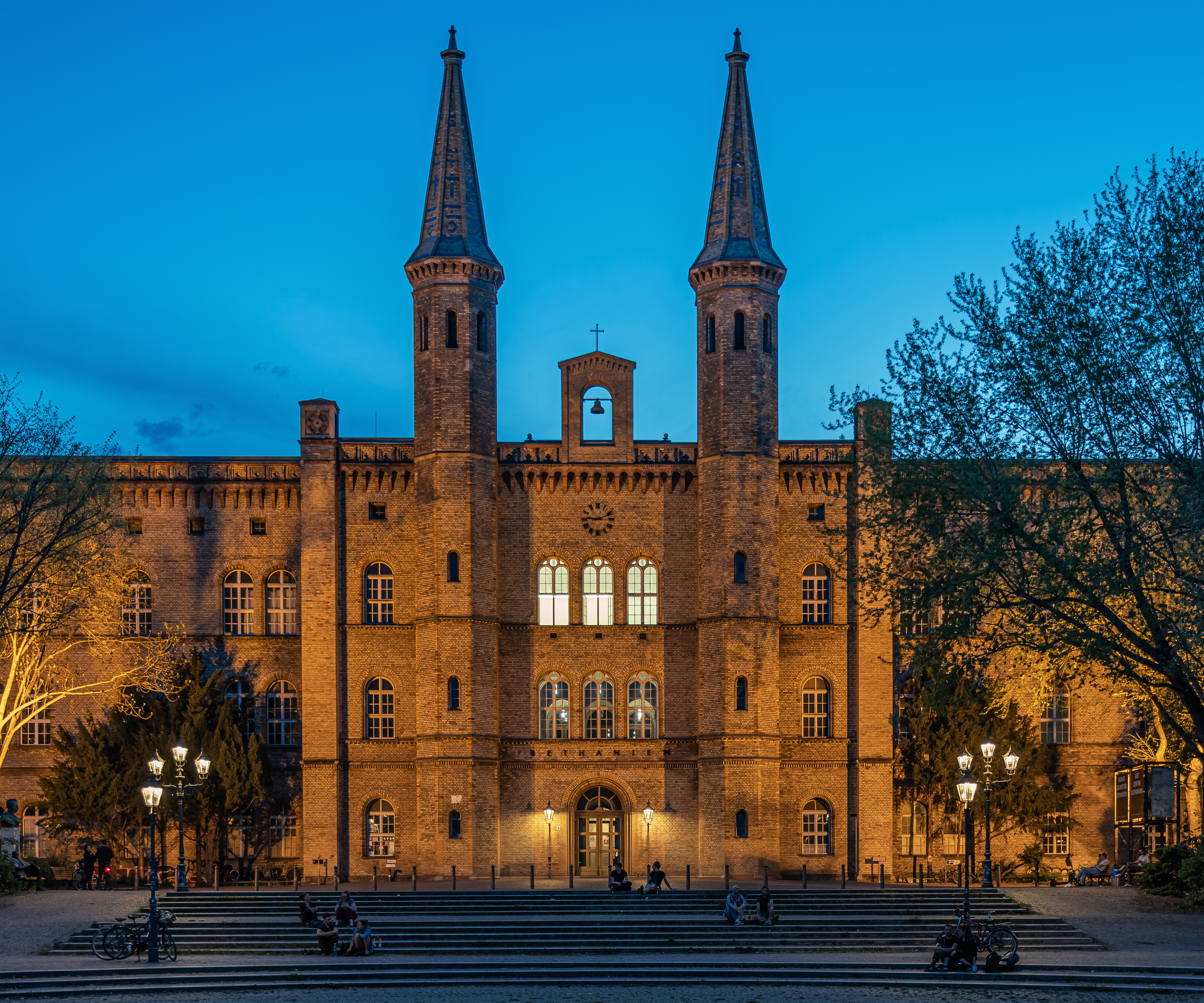
Außenansicht von Bethanien in der Abenddämmerung
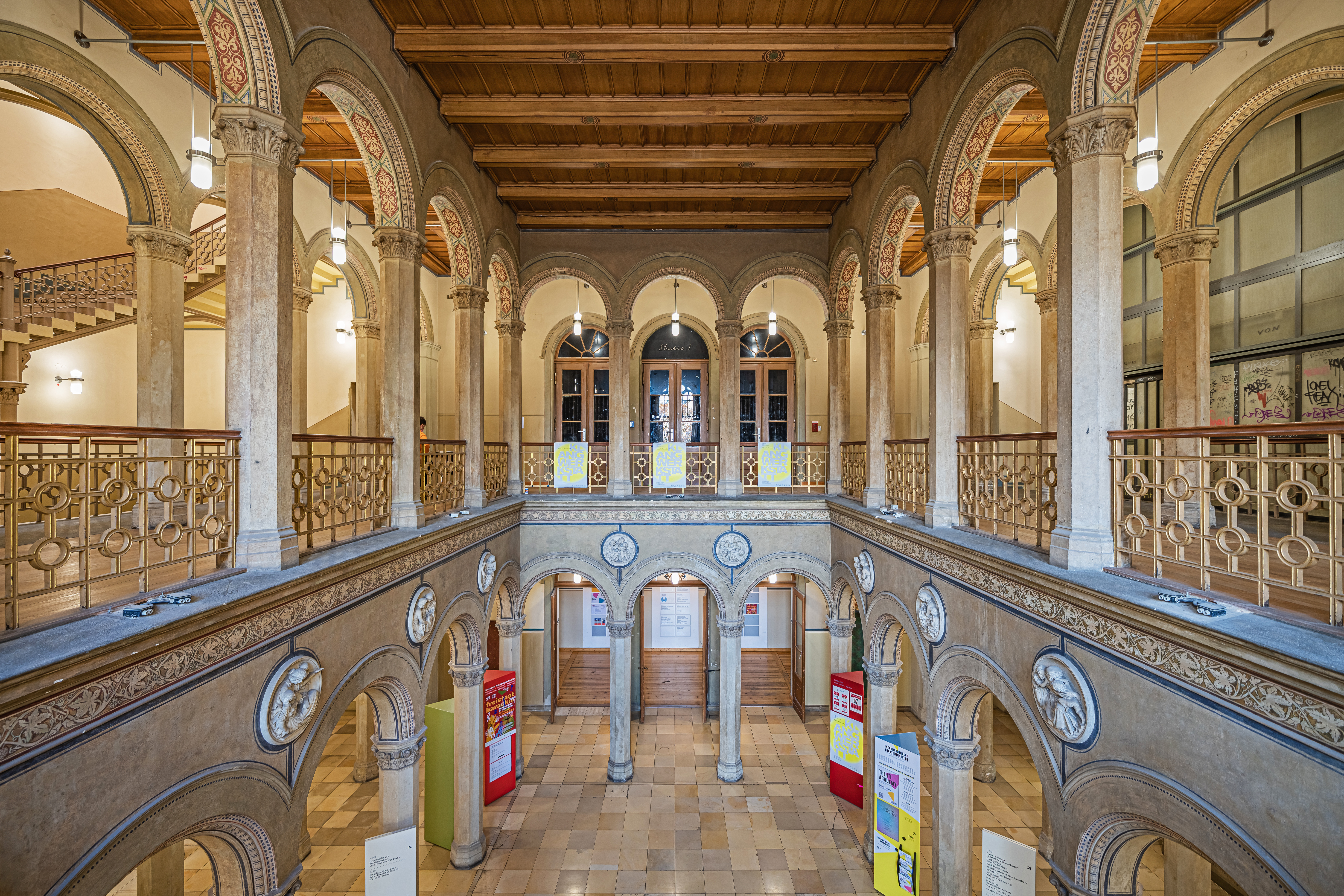
Eingangshalle mit original erhaltenem Interieur
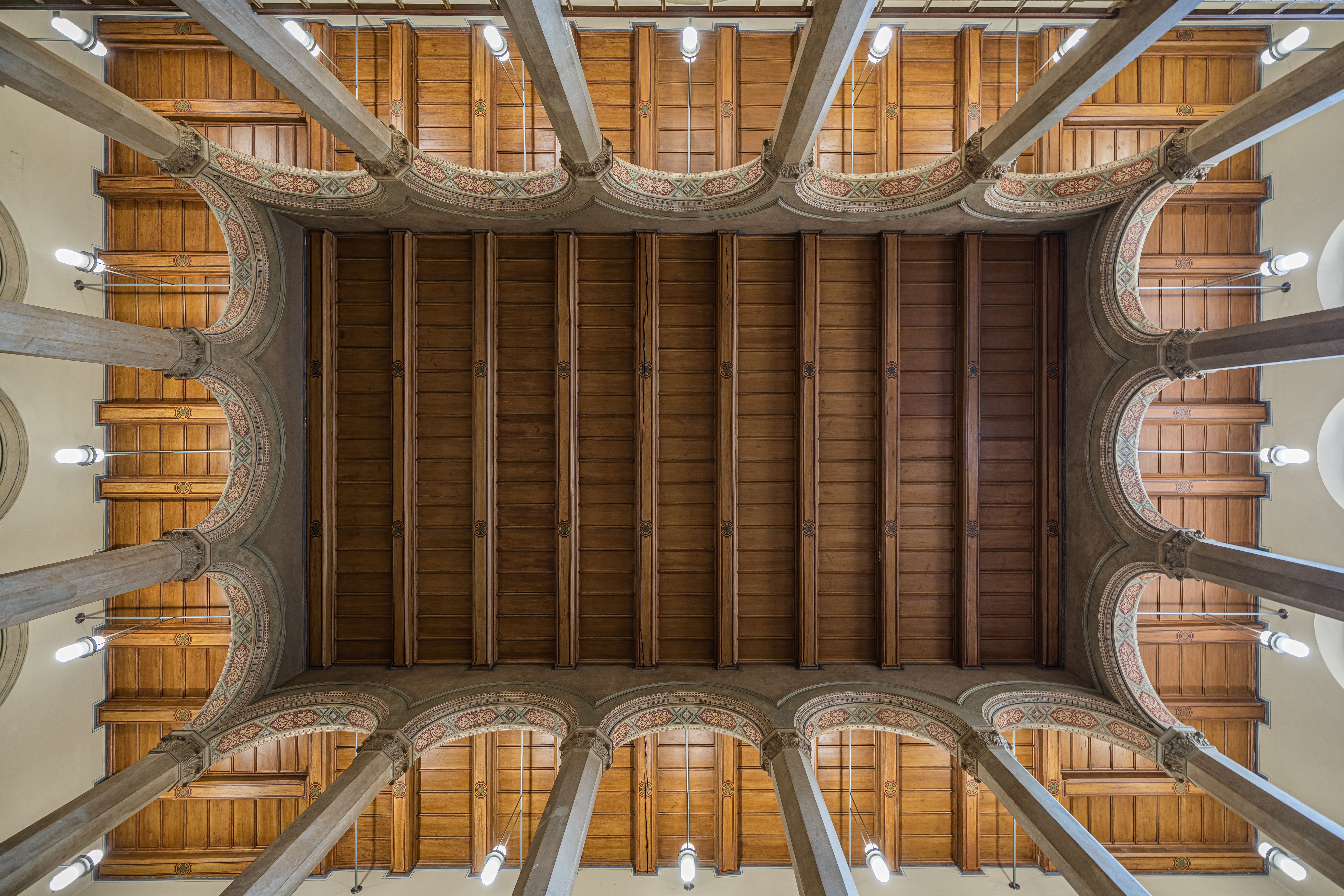
Holzdecke über der Eingangshalle

## Künstlerhaus Bethanien

### Erste Besetzung 1973 und Folgenutzung
Im Rahmen der Legalisierung der Besetzung und auch zur Stabilisierung der Neunutzung setzten 1973 Künstlergruppen und schließlich der BBK Berlin (Berufsverband Bildender Künstler Berlin) eine Wiedereröffnung des Bethanien als „Zentrum für Kultur und Soziales mit dem Atelier- und Ausstellungsprogramm der Künstlerhaus Bethanien GmbH“ durch.
Vom 1. September bis zum 3. Oktober 1982 fand in dem Gebäude das internationale Künstlerinnenfestival „Unbeachtete Produktionsformen“ statt. An der Veranstaltung nahmen viele internationale Künstlerinnenkollektive teil, darunter „Art et Regard des Femmes“ (Frankreich) und die Arbeitsgruppe „UP“.
Besondere Bedeutung im Rahmen der Vorbereitung zur Internationalen Bauausstellung Berlin 1987 erlangten die Atelierräume das Künstlerhauses Bethanien, als sie für die 1. und 2. Cornell Summer Academy organisiert von Oswald Mathias Ungers mit dem Internationalen Design Zentrum, dem Amerika-Haus (Berlin) und dem Senatsbaudirektor Hans Christian Müller als Zeichensäle für amerikanische und deutsche Studenten und als Diskussionsforum international bekannter Architekten und Kunsthistoriker dienten. Themen waren im Jahr 1977 The Urban Villa mit Hans Kollhoff und Arthur Ovaska und Die Stadt in der Stadt mit Rem Koolhaas und Peter Riemann und im Jahr 1978 The Urban Garden (Kollhoff/Ovaska).

### Erneute Besetzung und Bürgerbegehren
Nach einer langen prosperierenden Phase geriet das Zentrum 2004/2005 wieder in eine Krise, als die Seniorenbegegnungsstätte schloss und das Sozialamt aus dem Südflügel auszog, dessen Räume daraufhin von der Gruppe Yorck59 am 11. Juni 2005 besetzt wurden. Durch die Besetzung und ein Bürgerbegehren der Initiative Zukunft Bethanien (IZB) wurde der Ende 2002 durch die Bezirksverordnetenversammlung (BVV) Friedrichshain-Kreuzberg beschlossene Verkauf des Bethanien an einen Privatinvestor gestoppt. Nach dem Willen des Bezirkes sollte im Bethanien ein Internationales Kulturelles Gründerzentrum eingerichtet werden.
In der Folge des Bürgerbegehrens verständigten sich die verschiedenen Seiten auf einen Runden Tisch zur Entwicklung des Hauses. Damit verblieb das Bethanien vorerst in öffentlicher Hand und die Weichen für eine Entwicklung hin zu einem offenen Zentrum waren gestellt: „Die gegenwärtigen Nutzer und die Öffentlichkeit sollen die Möglichkeit haben, sich an der weiteren Entwicklung des Bethanien zu einem offenen kulturellen, künstlerischen, politischen und sozialen Zentrum zu beteiligen“.

### Ab dem 21. Jahrhundert
Am 1. Mai 2009 übernahm die GSE (Gesellschaft für StadtEntwicklung gemeinnützige GmbH, Treuhänder Berlins) die Bewirtschaftung. Es blieb bei den bestehenden Ankernutzern, dem Hausprojekt Yorck59 und einer Vielzahl kleinerer Initiativen und Projekte als Mieter.
Im Jahr 2015 arbeiteten auf dem Bethanien-Gelände rund 25 soziale und kulturelle Einrichtungen. Im Hauptgebäude befinden sich die Druckwerkstatt des Berufsverbandes Bildender Künstler Berlin, die Ausstellungsräume des Kulturamtes Friedrichshain-Kreuzberg (Kunstraum Kreuzberg/Bethanien) und die Musikschule Friedrichshain-Kreuzberg. Im Juni 2010 ist die Künstlerhaus Bethanien GmbH, die ebenfalls seit 1973 im Bethanien gearbeitet hat, mit ihrem internationalen Atelier- und Ausstellungsprogramm aus dem Hauptgebäude in die Kohlfurter Straße 41–43 in Kreuzberg umgezogen. Seit 2002 befindet sich im Südflügel des Hauptgebäudes die NewYorck im Bethanien mit ihren Projekten. In den Nebengebäuden haben die Arbeiterwohlfahrt Kreuzberg, Teile des Jugendamtes Friedrichshain-Kreuzberg, das Pestalozzi-Fröbel-Haus und weitere Jugend- und Sozialeinrichtungen Platz gefunden. Auf dem Gelände befindet sich auch das Freiluftkino Kreuzberg.